# Gameunsa
Gameunsa (litt. « temple de la gratitude ») est un temple bouddhiste coréen en ruine, fondé à la fin du VIIe siècle durant la période Silla à proximité de la capitale coréenne de l'époque : Gyeongju. Il se trouve à Yongdang-ri dans la commune de Yangbuk-myeon (en).

## Description
Construit à l’embouchure d’une rivière à quelques centaines de mètres de la mer du Japon à l’instigation du roi Munmu (r. 661-681), il avait pour mission de protéger le pays des pirates japonais. À sa mort, le roi demanda de faire jeter ses cendres dans la mer pour qu’il se réincarne en dragon protecteur. Son fils, le roi Sinmun, fit achever le temple en 682. À ce titre, ce temple représente deux grandes valeurs : la loyauté envers la patrie et la piété filiale.

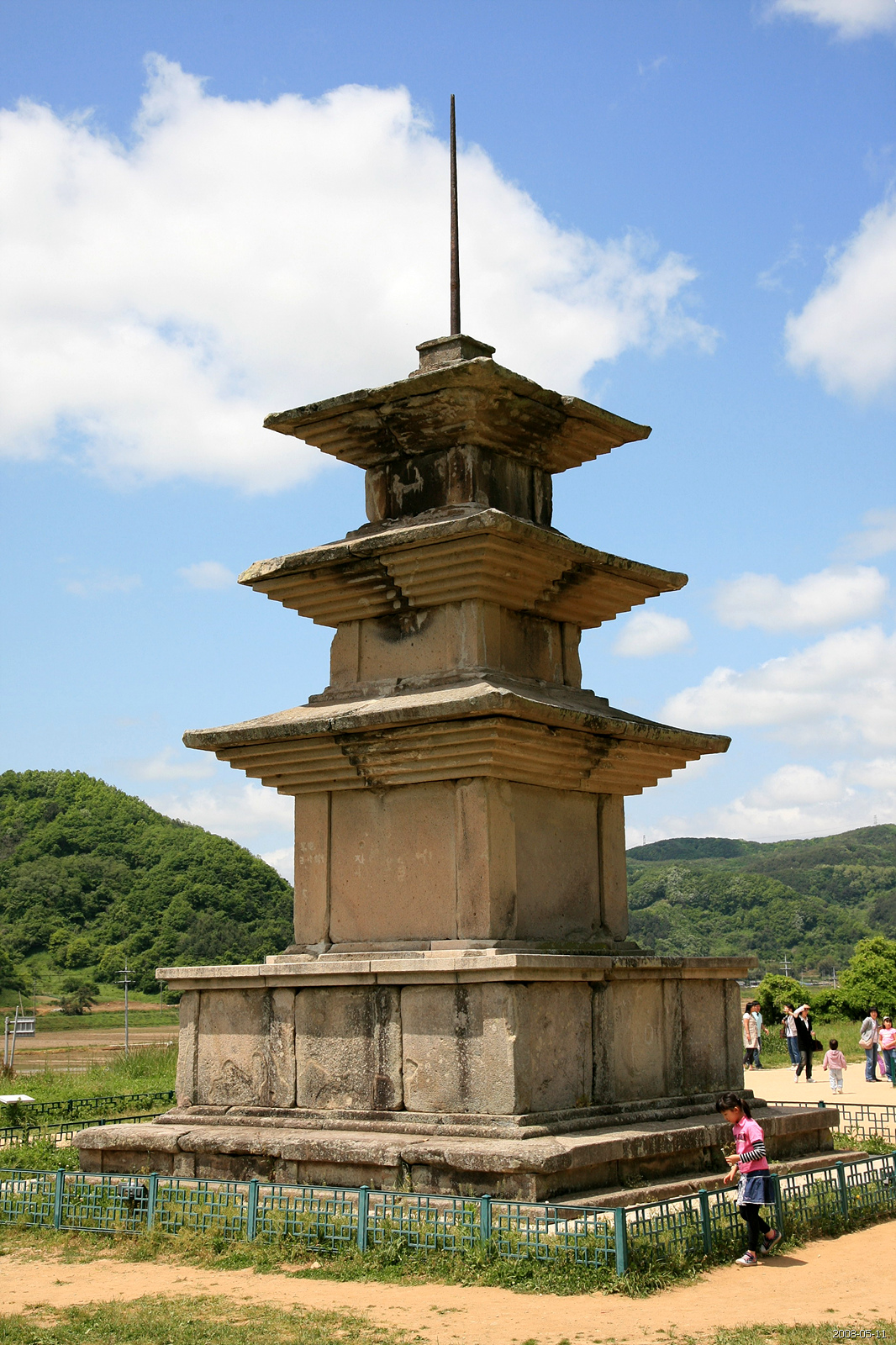
Pagode à trois étages

Il ne reste du temple que les fondations et deux pagodes à trois étages en tuf calcaire de 13,4 m de hauteur construites dans le style caractéristique de l’époque et qui ont été classées trésor national no 112 en 1962. La conception du temple ressemble à celle des temples construits sur terrain plat avec une porte au milieu, une pagode à l’est et à l’ouest, un sanctuaire principal et une salle de lecture, le tout étant entouré de corridors. Deux escaliers en pierre à double volée relient la porte centrale et le cœur du temple ; ils sont du même type que ceux qui ont été construits peu après à Bulguksa, le temple de la capitale.

## Fouilles et reliques
Plusieurs campagnes de fouilles ont été réalisées. Les premières ont eu lieu en 1959 en raison de la construction d’un village sur le site et de sa dégradation rapide. Ces fouilles ont en partie été réalisées dans les cours des maisons. Finalement, le village a été déplacé en 1979 et une campagne de plus grande envergure a été menée en 1979-80. La pagode de l’est a été démantelée en 1996 pour sa réparation. Cela a permis de mettre au jour son reliquaire à sarira. Il contient une petite bouteille de 3,65 cm pour les sariras et est composé d’un coffret extérieur portant une représentation des Quatre Rois célestes et d’un coffret intérieur avec plateforme, corps et couvercle présentant quatre lions, des fleurs de lotus et un bodhisattva. Il a été classé trésor 1359 en 2002 et est conservé au musée national de Corée.
Le reliquaire de la pagode de l’ouest a été récupéré en 1959 lors des premiers travaux. Il s’agit d’une boîte rectangulaire haute de 31 cm en bronze fortement érodé. Sa structure est similaire à celui de l’autre pagode. Il porte une gravure des rois célestes sur chacune de ses quatre faces. Il contient le reliquaire proprement dit qui ressemble à un bâtiment en bois et inclut des représentations des gardiens du bouddhisme, de quatre musiciens et de quatre enfants. Il a été classé trésor no 366 en 1963 et est conservé au musée national de Gyeongju.

Reliquaire de la pagode de l’est
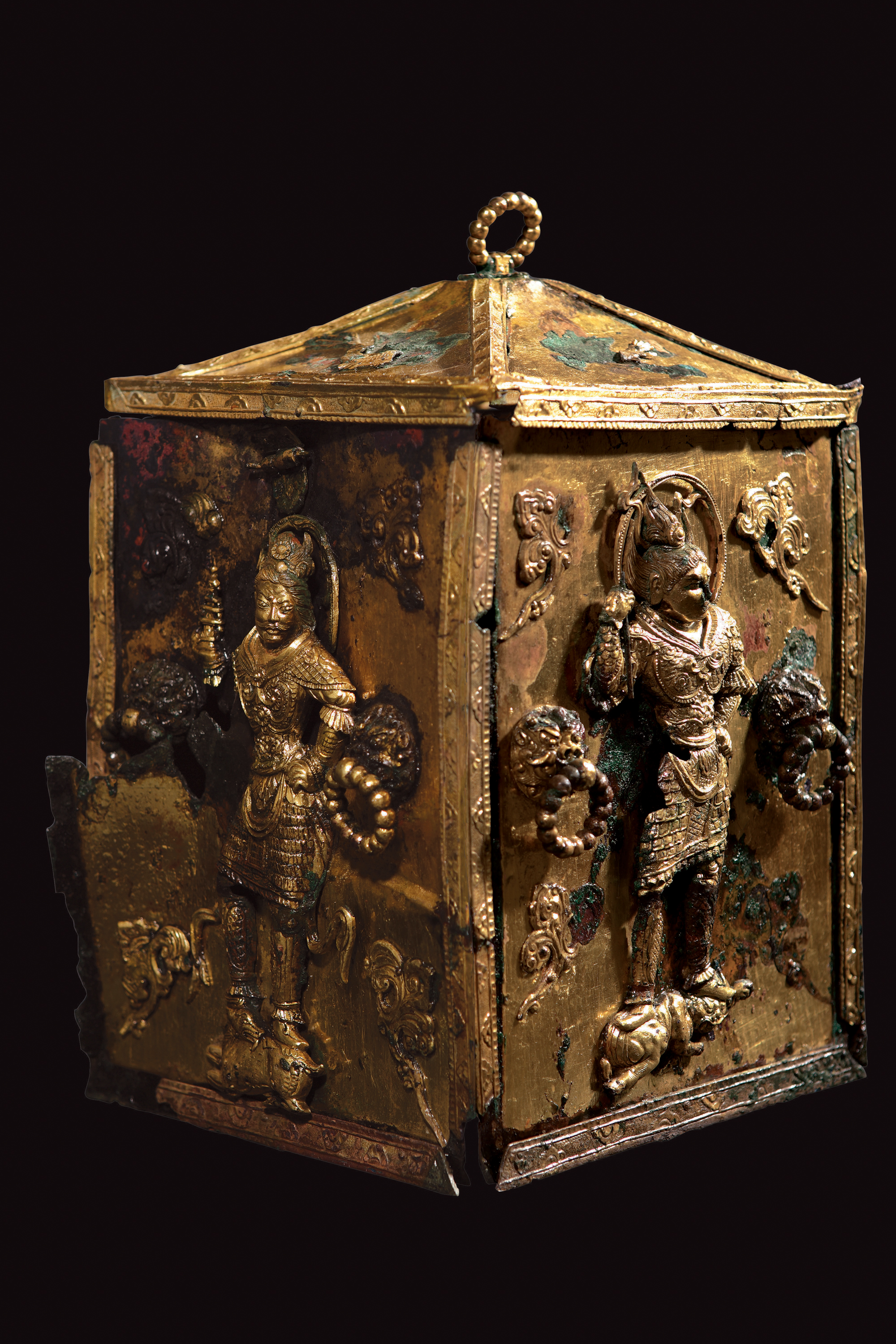
Coffret extérieur
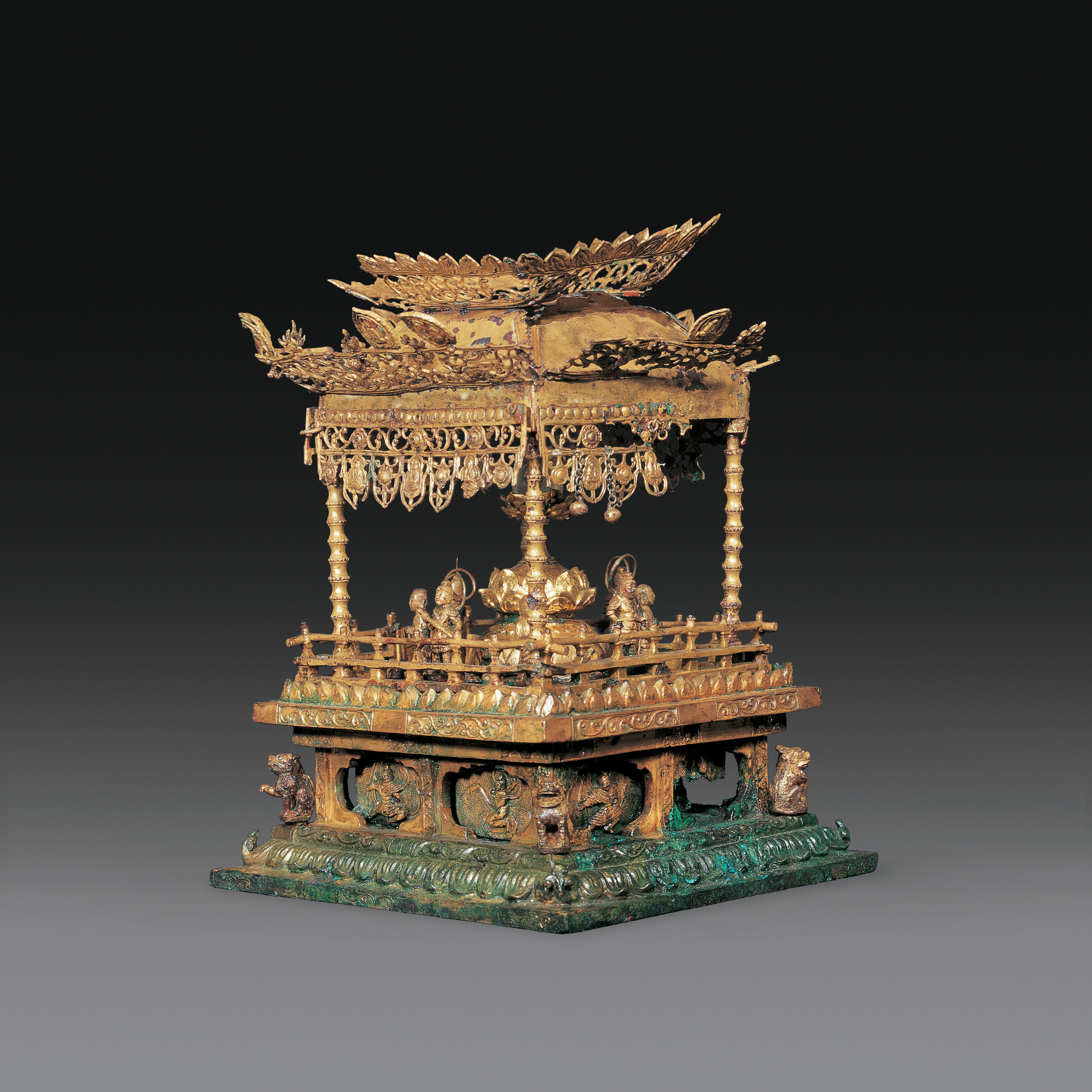
Coffret intérieur